# Ratpenat orellut pigmeu
El ratpenat orellut pigmeu (Nyctophilus walkeri) és una espècie de ratpenat de la família dels vespertiliònids. Viu a Austràlia. El seu hàbitat natural són els cursos d'aigua a través de zones rocoses envoltades de melaleuca i pandanus, bosc de galeria o palmes Livistona No hi ha cap amenaça significativa per a la supervivència d'aquesta espècie.